# Strażnica KOP „Kumielin”

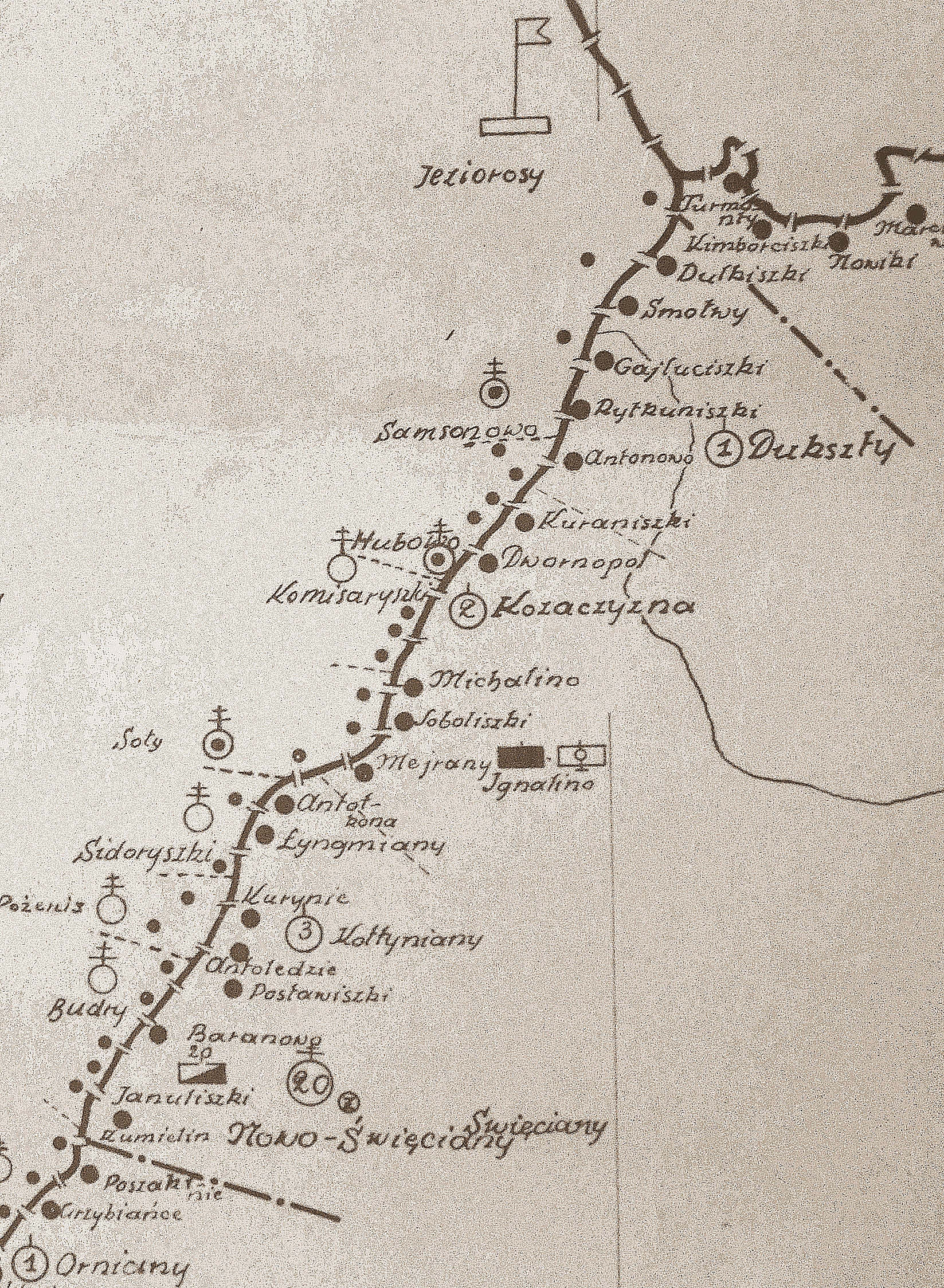
Rozmieszczenie batalionu KOP
„Nowe Świeciany” w 1931

Strażnica KOP „Kumielin” – zasadnicza jednostka organizacyjna Korpusu Ochrony Pogranicza pełniąca służbę ochronną na granicy polsko-litewskiej.

## Formowanie i zmiany organizacyjne
W 1926 w składzie 6 Brygady Ochrony Pogranicza, został sformowany 20 batalion graniczny. W 1928 w skład batalionu wchodziło 12 strażnic. W 1929 i 1931 roku strażnica znajdowała się w strukturze 3 kompanii KOP „Kołtyniany” . W komunikatach dyslokacyjnych z 1932 nie występuje. Strażnica liczyła około 18 żołnierzy i rozmieszczona była przy linii granicznej z zadaniem bezpośredniej ochrony granicy państwowej. W komunikatach dyslokacyjnych z 1932 roku nie występuje.

## Służba graniczna
Podstawową jednostką taktyczną Korpusu Ochrony Pogranicza przeznaczoną do pełnienia służby ochronnej był batalion graniczny. Odcinek batalionu dzielił się na pododcinki kompanii, a te z kolei na pododcinki strażnic, które były „zasadniczymi jednostkami pełniącymi służbę ochronną”, w sile półplutonu. Służba ochronna pełniona była systemem zmiennym, polegającym na stałym patrolowaniu strefy nadgranicznej, wystawianiu posterunków alarmowych, obserwacyjnych i kontrolnych stałych, patrolowaniu i organizowaniu zasadzek w miejscach rozpoznanych jako niebezpieczne, kontrolowaniu dokumentów i zatrzymywaniu osób podejrzanych, a także utrzymywaniu ścisłej łączności między oddziałami i władzami administracyjnymi. Strażnice KOP stanowiły pierwszy rzut ugrupowania kordonowego Korpusu Ochrony Pogranicza.
Sąsiednie strażnice:
- strażnica KOP „Małdziuny” ⇔ strażnica KOP „Baranowo” – 1929[2]
- strażnica KOP „Poszakinia” ⇔ strażnica KOP „Baranowo” – 1931[3]